# 可怕的大夜班
《可怕的大夜班》（英語：Graveyard Shift）是海绵宝宝第2季第16话的第一部分，也是全部动画的第36话。该故事由Mr. Lawrence、Jay Lender和 Dan Povenmire编写，由Sean Dempsey. Lender和Povenmire担任分鏡。它在2002年9月6日於美国的尼克国际儿童频道首次播出，此时距前一话的超酷大樂團已有一年时间。
这一话中，蟹老板为了赚钱，要求章鱼哥和海绵宝宝工作24小时不打烊。章鱼哥很快就觉得无趣，便开始给海绵宝宝讲可怕故事来寻乐子。在成功吓到海绵宝宝之后，章鱼哥告诉他这是个虚构的故事。然而，在不久後，章鱼哥讲的故事开始成真了。
这个故事用麥克斯·希瑞克的资料镜头重现了他在1922年的默片不死殭屍—恐慄交響曲中扮演的奧樂伯爵 。脚本Lender提出了这个想法并获得了史蒂芬·海倫伯格的同意。在此之前，Lender也考虑过用“Floorboard Harry”。该话在播出之後，受到了大众的高度评价。

## 故事情节
故事一开始，章鱼哥焦急地准备从蟹堡王下班。就在这时，一个客人进来要求点餐。当该客人表示若蟹堡王迟些关门的话他就会经常光顾时，蟹老板激动地宣布蟹堡王24小时营业不打烊後离开。余下的海绵宝宝欣喜若狂，章鱼哥则是一脸烦闷。
章鱼哥出于对蟹老板命令的不满和对海绵宝宝雀跃的行动的厌烦，他尝试用自己虚构的故事“夜光閃亮亮復仇鬼”（Hash-Slinging Slasher）来吓唬海绵宝宝，让他不敢上大夜班。这个故事中讲了一个曾在蟹堡王工作的厨师在值夜班时意外地切断了自己的手臂後被巴士撞死，而每个星期二（故事发生的当晚也是星期二）的晚上那厨师的鬼魂便会来到蟹堡王。章鱼哥还说鬼魂的到来会有3个前兆：电灯一闪一闪、电话响起但对方却没有回应、撞死那厨师的鬼巴士出现在蟹堡王门口。
尽管章鱼哥出于对海绵宝宝的恐慌而成功说服他相信这是自己虚构的故事，但不久後，蟹堡王里真的发生了他所说的故事中的前兆。尽管一开始章鱼哥尝试说服自己一切都是巧合，但他的不安已经越来越大了。
最终，一辆巴士出现在了蟹堡王的门口---但巴士不会出现在深夜。接着，从巴士上下来了一个暗暗的神秘人影，他和“夜光閃亮亮復仇鬼”（Hash-Slinging Slasher）的特征十分符合。海绵宝宝和章鱼哥迅速意识到他们遇到了超自然现象而变得无比紧张。当这个诡异的陌生人进入到餐厅里的时候，大家才发现他只是个来应聘工作的年轻人。他说自己曾打电话来蟹堡王，但他因太紧张而不小心把电话给挂断了。（深夜出现巴士的原因并未说明）然而，章鱼哥又问电灯一闪一闪的原因，原来是1922年默片《不死殭屍—恐慄交響曲》中奧樂伯爵的剪影在不断开关着电灯。

## 作品
《可怕的大夜班》（Graveyard Shift）由Mr. Lawrence、Jay Lender和Dan Povenmire写成，作畫監督是Sean Dempsey。Lender和Povenmire同时也担任分鏡。 这话故事於2002年9月6日在美国播出，分级制度为TV-Y7。
Lender提出在故事结尾放上1922年默片不死殭屍—恐慄交響曲中的奧樂伯爵。 史蒂芬·海倫伯格接受了这个提议。 Lender说：“史蒂芬会接受那些有纪念意义的点子。” 于是Lender开始在书上寻找奧樂伯爵的剪影。 然而，剧中奧樂伯爵的图片是来自於网络的。 他说：“这些图片都来自网络。” Nick JenningsPS了奧樂伯爵的笑容。 在此之前，Lender也考虑过用“Floorboard Harry”。
《可怕的大夜班》於2002年3月11日出现於汇编集中。 这一话也出现在2004年10月19日开始发行的第二季DVD中。 2009年9月22日，这一话出现在《海绵宝宝：前100话》中。 2010年9月14日，这个故事出现在DVD《海绵宝宝：10大欢乐时刻》上。

## 评价
《可怕的大夜班》获得了高度评价并也常被看作是《海绵宝宝》中最精彩的故事之一。WeGotThisCovered.com的Emily Esteem将这个故事排在最“精彩的剧集”第2名，说：“这是作品中较为恐怖的其中一话，也是我最喜欢的一话。” 她又说：“我喜欢这个故事出于很多理由，但最主要是因为在这个故事中章鱼哥和海绵宝宝产生了最好的化学反应。这个故事就像是一个解谜游戏。”
Jason Bovberg赞赏了这个故事并表示它有“诡异的精彩之处”。 这个故事也吓到了他的女儿。 Paul Mavis说：“大人们喜欢一个有趣、可怕（对儿童来说）的海绵宝宝，《可怕的大夜班》把旧时的无头/无手/无腿复仇杀手的故事和大夜班的情节结合在了一起。” Mavis说：“我一直欣赏章鱼哥的声优Rodger Bumpass冷静的声音，这也在这个故事中得到了充分的体现。” 他也赞赏了奧樂伯爵的出场，“尤其是他们把那吸血鬼的表情做成一个诡异的笑容时”。 Mike Jackson说这个故事是他最喜欢的故事之一。 他也补充说：“这个故事充满了有趣的元素：有趣的对白（讲鬼故事时）、海绵宝宝不断再生的手臂、还有令人吓破魂的无厘头结局。”

## 琐记
- 蟹老板违反了劳工法。
- 本话的标题卡与《我要回家（英语：Rock Bottom (SpongeBob SquarePants)）》的标题卡类似。
- 这是蟹堡王第一次全天营业。第二次是在《蟹堡恐懼症》（Fear of a Krabby Patty）中。
- 当被要求帮忙时，被问人回答：“我不能在这儿呆一整夜，我还有自己的生活。”
- 该故事与《海綿寶寶禁制令》呼应。这个故事中海绵宝宝说他用章鱼哥的竖笛通自家马桶，而在那一话中派大星用章鱼哥的竖笛通厕所。
- 海绵宝宝一共尖叫了27次，大笑了8次。
- 意为在餐厅中工作。
- 章鱼哥和海绵宝宝在此故事中头毛直竖的场景、海绵宝宝吃自己手的场景被广泛流传。
- 章鱼哥说夜光閃亮亮復仇鬼是每周二晚回蟹堡王报仇。然而，当那位被误认为復仇鬼的应聘者来到蟹堡王的时候，已经是星期三的凌晨3点了。
- 夜晚这个词总共出现了23次。
- 这是第三次蟹堡王有电话响起。第一次为《外送披薩（英语：Pizza Delivery (SpongeBob SquarePants)）》，第二次为《我也要獎盃》（Big Pink Loser）。
- 该剧的首播是在奧樂伯爵（英语：Count Orlok）的扮演者麥克斯·希瑞克（英语：Max Schreck）的第123个生日（9月6日）。
- 蟹堡王餐厅一般都是在傍晚6点打烊，但在这个故事里却是8点打烊。
- 海绵宝宝准备出门倒垃圾时的镜头里，窗外的天空是正常的。但下一个镜头里，天空的颜色变得十分诡异，一直到本话结束。
- 这个故事中蟹堡王外的垃圾桶在对街，可是其他故事中垃圾桶都是在蟹堡王的後面。
- 海绵宝宝扫天花板时，水桶中的水并没有掉下来。
- 本故事中的大部分时候，收音机都没有出现在画面上。直到结尾时才出现。
- 电话只出现在电话响起时。
- 当章鱼哥说（"And he appears with the ghost of the bus"）和“他打开房门，慢慢地走近柜台！”（"He opens the door, and approaches the counter!"）时，点餐台和菜单的标识都消失了。
- 点餐台（Order Here）被错写成了。
- 原本出现在蟹堡王外的“永不打烊”标识在应聘者到来时消失了。
- 章鱼哥说蟹堡王的墙整天都冒绿色黏液，可是绿色黏液只在这个故事中出现过。
- 上一条中的疑问的可能解释为：蟹堡王一般都没有营业到那么晚。
- 蟹老板对着几个客人表示蟹堡王永不打烊，可是当章鱼哥走回收银台时，那些客人都不见了。
- 尼克网上将这话标题标为。
- 上一条的情况也在DVD中出现。[19]